# Діаграма Санкея

Діаграма Санкея показує потік ресурсів

Діаграма Санкея — спосіб візуалізації потоку з одного стану в інший з плином часу. Товщини стрічок пропорційні обʼємам руху в даному напрямку.
Діаграми такого типу акцентують увагу на головних напрямках передач в системі. Вони допомагають визначити найбільш важливі внески в потік.

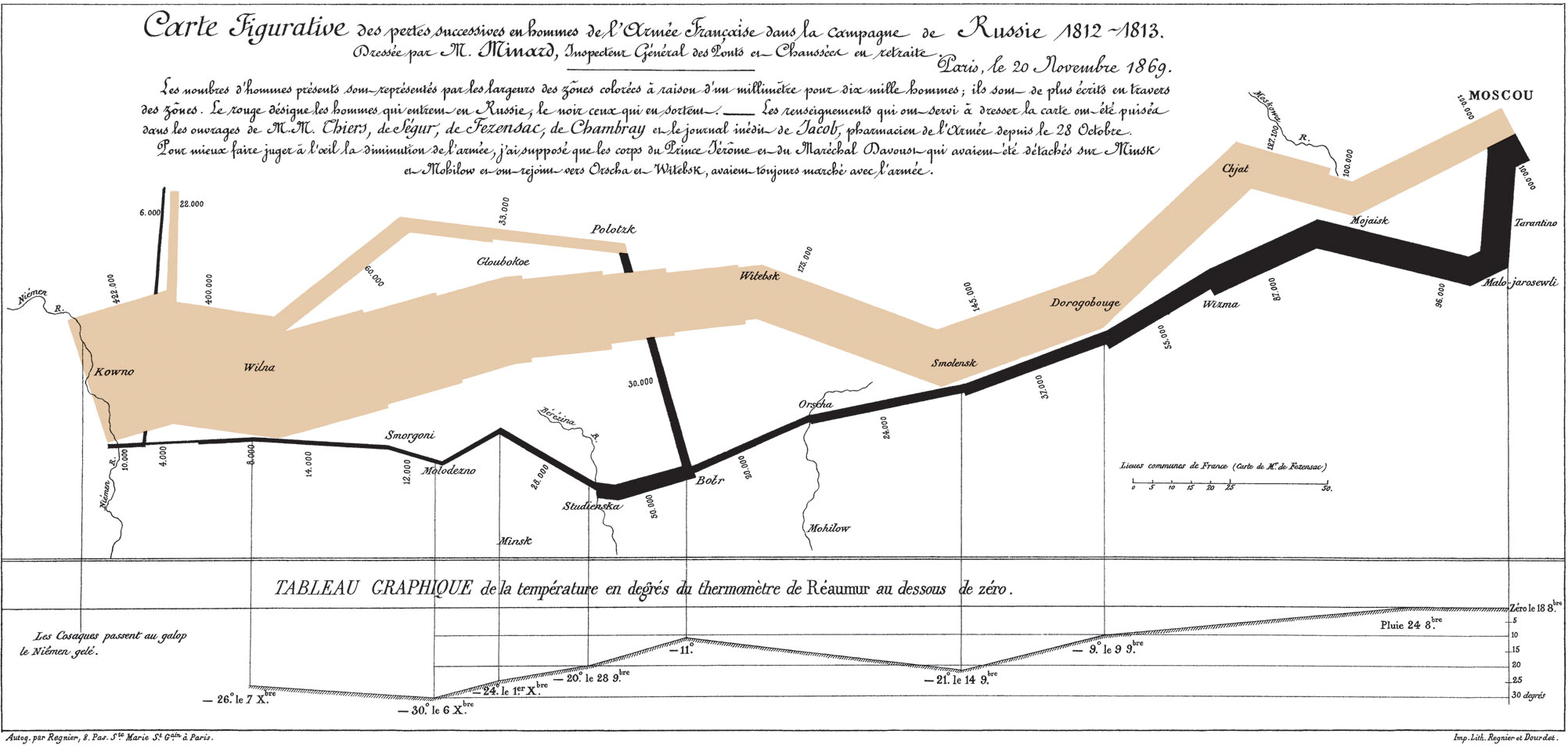
Діаграма вторгнення армії Наполеона на Російську імперію використовує принципі, що відносяться до діаграм Санкея

Свою назву діаграми отримали на честь ірландського капітану Matthew Henry Phineas Riall Sankey, що використовував цей тип візуалізацій у 1898 році для відображення ефективності парового двигуна.

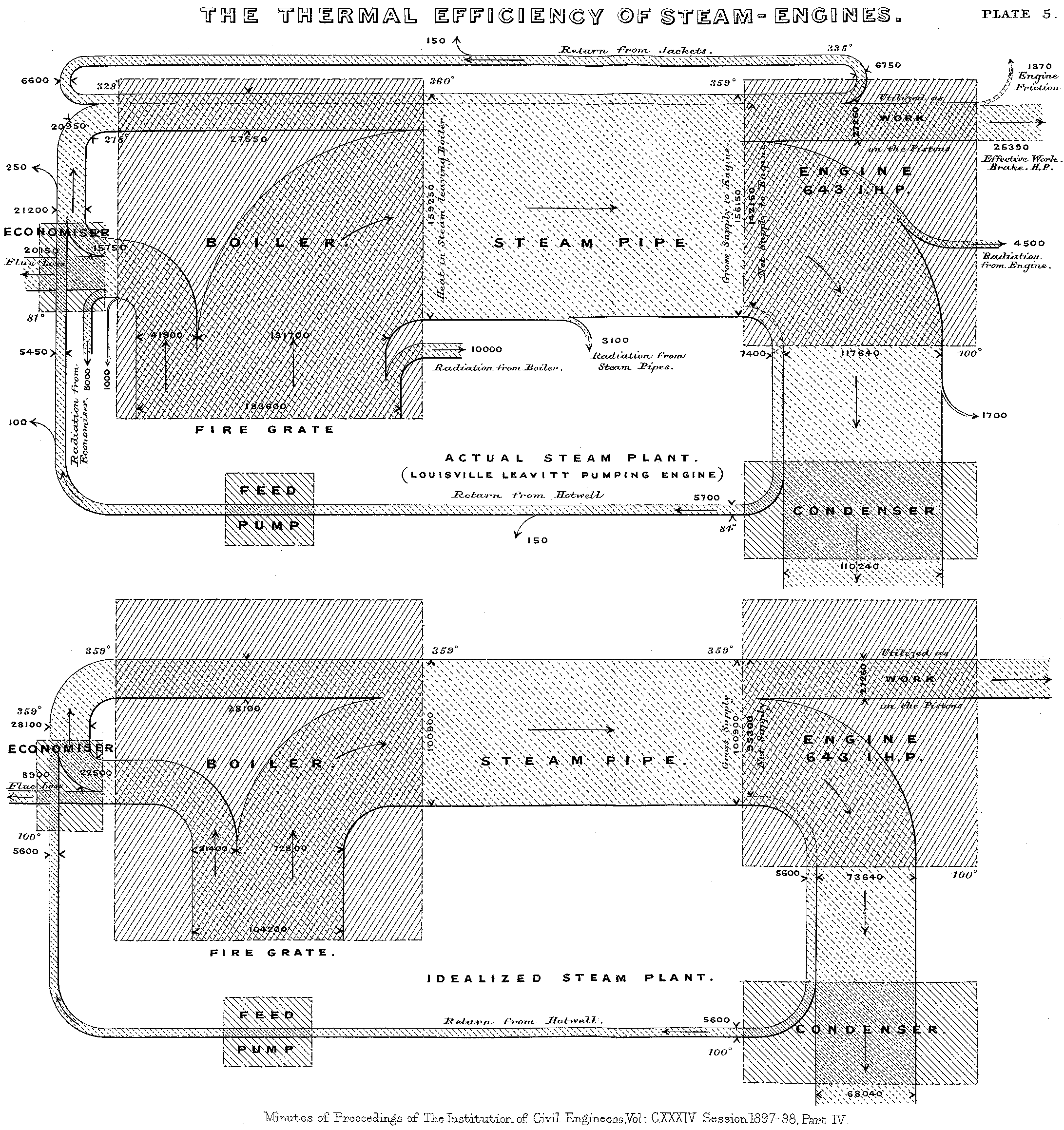
Оригінальна діаграма Санкея 1898 р.